# Tolypocladium tundrense
Tolypocladium tundrense är en svampart som beskrevs av Bissett 1983. Tolypocladium tundrense ingår i släktet Tolypocladium och familjen Ophiocordycipitaceae.   Inga underarter finns listade i Catalogue of Life.